# سامنیوم (دایناسور)
سامنیوم (به انگلیسی: Scipionyx) یک تیره از دایناسورهای ددپا از دوره کرتاسه پیشین است که در منطقه سامنیوم ایتالیا کشف شد. سامنیوم حدود ۱۱۳ میلیون سال پیش می‌زیسته‌است. تنها یک فسیل شناخته شده از سامنیوم وجود دارد که در سال ۱۹۸۱ توسط یک دیرینه‌شناس آماتور کشف شد و در سال ۱۹۹۳ مورد توجه دانشمندان قرار گرفت. در سال ۱۹۹۸ گونه، Scipionyx samniticus نامگذاری شد که نام عمومی آن به معنای «پنجه سیپیو» است. این یافته به دلیل حفظ منحصربفرد مناطق وسیعی از بافت نرم سنگ‌شده و اندام‌های داخلی مانند ماهیچه‌ها و روده‌ها، توجه زیادی را به همراه داشت. فسیل سامنیوم جزئیات بسیاری از این داخل بدن را نشان می‌دهد، حتی ساختار داخلی برخی از سلول‌های ماهیچه ای و استخوانی. سامنیوم اولین دایناسور کشف شده در ایتالیا است. سامنیوم به دلیل اهمیت نمونه، به شدت مورد مطالعه و توجه قرار گرفته‌است. فسیل کشف شده مربوط به کودکی است که تنها نیم متر (بیست اینچ) طول دارد و شاید فقط سه روز سن داشته باشد. اندازه بالغ آن ناشناخته است. سامنیوم یک شکارچی دوپا بود که کفه افقی آن توسط یک دم بلند متعادل می‌شد. بدن آن احتمالاً توسط پرهای اولیه پوشانده شده بود، اما این پرها در فسیل یافت نشد. (یعنی بدون هیچ گونه بقایای پوست). در روده فسیل، بعضی از وعده‌های غذایی نیمه هضم شده هنوز وجود دارد، که نشان می‌دهد سامنیوم مارمولک و ماهی خورده‌است. شاید اینها توسط والدینش به حیوان جوان خورانده شده باشد. چندین دانشمند سعی کرده‌اند از موقعیت اندام‌های داخلی بیاموزند که چگونه سامنیوم نفس می‌کشیده‌است، اما نتایج آنها اغلب موفقیت‌آمیز نبوده‌است. طبقه‌بندی سامنیوم نامشخص است، به دلیل مشکلات طبقه‌بندی یک تاکسون که فقط از چنین نمونه جوانی شناخته شده‌است. بیشتر دیرینه شناسان آن را به عنوان عضوی از آراسته‌آروارگان، خانواده ای از تهی‌دم‌خزندگان، طبقه‌بندی کرده‌اند، اما دیرینه‌شناس Adrea Cau پیشنهاد کرده‌است که ممکن است متعلق به تیزدندان‌خزندگان، خانواده ای از گوشت‌خزندگان باشد.

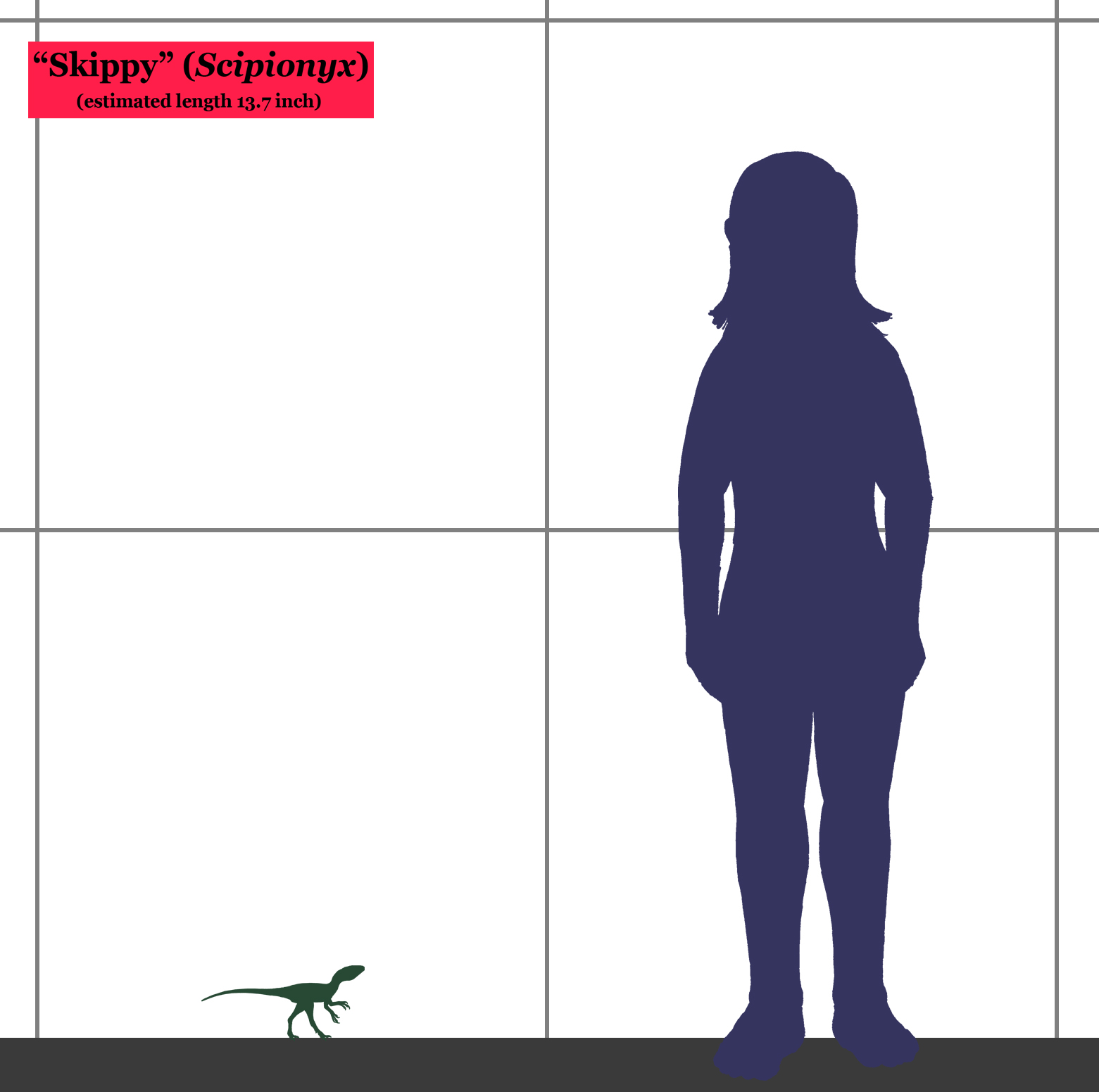
اندازه نمونه نابالغ در مقایسه با یک انسان